# Улица Петра Радченко
Улица Петра Радченко (укр. Вулиця Петра Радченка) — улица в Соломенском районе Киева, местность Александровская слободка. Пролегает от улицы Бориса Гарина, что прилегает к улице в нижней части, образуя хорду до конца застройки (возле Совских прудов; имеет выезд до безымянного проезда, направляющегося к улице Кадетский гай).

## История
Возникла в 50-е годы XX века под названием Новая. Современное название — с 1957 года, в честь писателя-партизана Петра Радченко.